# Women’s-Euro-Beachsoccer-Cup
Der Women’s-Euro-Beachsoccer-Cup ist ein jährlich ausgetragener Wettbewerb im Beachsoccer, welcher auch als offizielle  Europameisterschaft gilt. Organisiert wird das Turnier von Beach Soccer Worldwide (BSWW), einer von der FIFA anerkannten Organisation für diese Sportart.

## Die Turniere im Überblick
| 2016 Details | Cascais (Portugal) | Spanien  | 2:1 | Schweiz | Portugal    | 6:6 n. V., 2:0 i. E. | England    |
| 2017 Details | Nazaré (Portugal)  | England  | 4:3 | Schweiz | Niederlande | 1:0                  | Tschechien |
| 2018 Details | Nazaré (Portugal)  | Russland | 2:0 | Spanien | Schweiz     | 6:3                  | England    |
| 2019 Details | Nazaré (Portugal)  | Russland | 3:2 | Spanien | Schweiz     | 3:3 n. V., 3:2 i. E. | England    |
| 2021 Details | Nazaré (Portugal)  | England  | 3:1 | Spanien | Russland    | 6:0                  | Schweiz    |
| 2022 Details | Nazaré (Portugal)  | Spanien  | 1:0 | Italien | Portugal    | 3:0                  | Ukraine    |

### Rangliste
| Rang | Land        | Titel | Jahr(e)    | 2. Platz | 3. Platz | 4. Platz |
| ---- | ----------- | ----- | ---------- | -------- | -------- | -------- |
| 1    | Spanien     | 2     | 2016, 2022 | 3        | /        | /        |
| 2    | Russland    | 2     | 2018, 2019 | /        | 1        | /        |
| 3    | England     | 2     | 2017       | /        | /        | 3        |
| 4    | Schweiz     |       |            | 2        | 2        | 1        |
| 5    | Italien     |       |            | 1        | /        | /        |
| 6    | Portugal    |       |            | /        | 2        | /        |
| 7    | Niederlande |       |            | /        | 1        | /        |
| 8    | Tschechien  |       |            | /        | /        | 1        |
|      | Ukraine     |       |            | /        | /        | 1        |